# Celestino e la famiglia Gentilissimi
Celestino e la famiglia Gentilissimi è un romanzo umoristico di Achille Campanile, in forma prevalentemente epistolare, pubblicato per la prima volta nel 1942.

## Storia editoriale
Pensato probabilmente per una pubblicazione a puntate su qualche giornale e pubblicato in volume da Rizzoli nel 1942, dunque in piena seconda guerra mondiale, il libro non è più stato ripubblicato fino alla riedizione BUR del 2004.

## Trama
Celestino Rompiscatole, giovane squattrinato abitante in una non meglio precisata città in via Spiantatelli nº 100, si è autoinvitato nella villa al mare del conte Carlo Gentilissimi e della sua famiglia (la moglie Elvira, le figlie Ada e Carlotta, la domestica Amalasunta) e non c'è modo, per i seccatissimi ma anche compitissimi padroni di casa, di mandarlo via.
Il libro, suddiviso in brevi episodi di due o tre pagine l'uno, descrive gli innumerevoli e sempre fallimentari tentativi dei Gentilissimi di liberarsi – con le buone maniere e senza venir meno ai sacri doveri di ospitalità – dell'ospite indesiderato, che li perseguita non solo nelle vacanze estive al mare, ma anche in quelle invernali in montagna e quand'è il caso nella loro dimora di città.
Ci provano in tutti i modi, dalle finte eredità alle finte malattie, dai fantasmi alle lettere anonime, servendosi anche di una serie di amici e complici dai nomi o cognomi che sono tutto un programma: Furbacchioni, Zelanti, Sinceroni, Ballisti, Indelicati, Cordialoni, Strozzini, Feroci, Teppisti, Bietolone, Giuggiolone, fino al medico dottor Affossatori e al gangster americano Al Cappone. Niente da fare: ogni volta i tentativi dei Gentilissimi di allontanare Celestino si ritorcono contro di loro e non fanno che prolungarne la permanenza nelle loro varie abitazioni.
Nell'ultima parte del libro compare anche l'anziano zio Barbagianni, da cui i Gentilissimi attendono una futura, cospicua eredità, ma nei tentativi di allontanare Celestino da lui e da loro finiscono sempre per danneggiare il sensibilissimo parente e avvicinarlo sempre più all'ospite importuno, che lo zio Barbagianni medita addirittura di designare come proprio erede universale.
Alla fine gli educati Gentilissimi ci provano anche con le cattive maniere, giungendo più d'una volta a malmenare Celestino dopo i vari guai da lui involontariamente provocati, ma non riescono in alcun modo a sbarazzarsi di lui.

## Struttura e stile
Il libro, «vero e proprio punto di contatto tra teatro e narrativa», si compone interamente di lettere dei vari personaggi, frammenti di loro diari, resoconti stenografici, telegrammi, libri mastri, referti medici, scene teatrali di solo dialogo.
Anche se, a prima vista, è soprattutto divertente ed esilarante, «una felice passeggiata nei luoghi comuni rovesciati e irrisi» con le sue «trovate da avanspettacolo, teatro degli equivoci, battute che lasciano di stucco», a poco a poco vi emerge anche una notevole carica satirica nei confronti delle convenzioni letterarie e teatrali e anche nei confronti della società borghese, non soltanto di epoca fascista, con le sue convenzioni e ipocrisie: «c'è qui la grandezza di una critica ai costumi discreta, sottile, ma spietata».